# BEAT CHILD
BEATCHILD（ビートチャイルド）は、1987年8月22日から23日にかけて熊本県阿蘇郡久木野村（現・南阿蘇村）にあるアスペクタで行われた日本初のオールナイト・ロック・フェスティバルである。主催はくすミュージック・熊本県民テレビ・BEATCHILD ASSOCIATION。
この年にオープンしたばかりの熊本県野外劇場「アスペクタ」の杮落しとして行われ、7万2千人の観客を全国から動員した。当日は悪天候に見舞われ、一部の時間を除き、1時間に70ミリ - 80ミリを超える激しい雨がほぼ一晩中降り続く中、中止することなく最後まで行われた。

## 概要
フジロックフェスティバルが始まる10年前に開催された、日本の大規模野外ロックフェスの先駆け的イベントである。阿蘇カルデラの大自然の中にできた世界最大級の野外ステージ「アスペクタ」にて、日付をまたいで12時間のオールナイトイベントとして企画された。司会はかなぶんやとマザーエンタープライズの福田信。
マザーエンタープライズをはじめ、ハートランド、ジャグラー、ユイ音楽工房といった音楽事務所が協力しあい、1980年代にデビューしたロックシンガーやロックバンド13組が出演した。HOUND DOGやBOØWY、尾崎豊、佐野元春など、単独で全国ツアーや大会場ライブを成功させている人気アーティストたちが一堂に会した。2013年現在、参加したアーティストの累計アルバム販売数が4,000万枚を超えている。3万人の予定だったチケット販売数は、前日には7万人を超えていた。
なお、「BEATCHILD（ビートチャイルド）」という名称については、出演者の佐野元春と、アートディレクション担当の田島照久が、それぞれ自分が名付けたものと述べている。

## 経過
当日は開場が14時、開演が18時、終演が翌朝6時というタイムスケジュールで行われた。オールナイト・コンサートのため、18才未満の入場は禁止された。チケット料金は前売りが￥4,500で当日は￥5,000であった（全ブロック指定）。
この日のために、全日空やJR九州などが協力し、福岡空港からは会場への直送バスが出された。また、全国各地からもツアーバスが出されるなどした。
当日の天気予報は前日のリハーサルと同じ晴れとなっていた。しかし、開演前に突然のスコールが会場を襲った。30分ほどで止んだものの、この大雨で通路や草地の会場はぬかるみ、入場の列がスムーズに進まず、外に何千人近くの入場者が足踏みしているままで18時の開演を迎えた。
前座のTHE HEARTの時はまだ雨が降っており、2組目のTHE BLUE HEARTSが終わる頃に雨は徐々に小降りとなり、4組目のRED WARRIORSが登場する時には空は晴れていた。客席だけではなく演奏するステージ上部にも屋根がなかった。6組目の岡村靖幸がステージに上がる頃に再び雨が降り出し、客席は草地の斜面であったため、観客の足元は泥土化した。
午後8時頃、再び大雨が会場を襲い始め、ステージ等の器材にも影響が出始めていた。岡村靖幸の終了後、イベントを中止するか主催者、警察、消防の間で協議が持たれ、実際は中断の状態に入っていた。7万人を超える来場者を夜間に阿蘇の山腹から安全に下ろせるか、熊本県外、九州圏外から来た者も多くその受け皿となる宿泊施設と遅い時間による帰宅困難者の問題、他にも道路上に違法駐車の車があり交通の障害等が懸念された。最初はイベントの中止を決めていた地元の警察であったが、避雷針設備が備わるこの会場に全員朝までいる方がリスクが少ないと新たに判断し、イベントを最後まで続けるよう主催者側に要請。BEATCHILD ASSOCIATIONは何が何でも最後までこのイベントをやり終えざるをえない状況になった。イベントの続行が決まりドラムスの上部にテントの屋根を架けるセッティングと本部・スタッフルームを救護施設に変え、予定より1時間半ほど遅れて白井貴子が7組目で登場。
白井のステージでは機材が雨水浸入のため故障し演奏中にモニターの音も聞こえなくなっていた。白井は後に当時を振り返り、「出番前に舞台袖で事務所の社長から『貴子、絶対にやめるなよ』って念を押された」「誰かが後ろから『中止です』と言ってくれるのかな…と待っていた」「気付いたら後ろで演奏していたはずのギタリストがテントの中に逃げていて、1人去り2人去り、前にあったモニターも無くなっていた。歌ってる私だけがステージに一人いた!」「大抵のひどいことはやってきましたけど、あとにも先にもあんな酷いライブは経験がないです」と語っている。その後も雨は止むことはなく、零時を周り日付が変わる頃には気温も急激に下がりはじめ、午前2時頃に11組目として尾崎豊がステージに登場した頃に、雨脚はピークを迎えた。会場一帯には大雨警報が出され、雨量71.5ミリメートルを観測したいわゆる記録的豪雨であり、ステージ上に水たまりができたほどであった。雨雲と共に落雷の危険性が高まり、会場内に避雷針をたくさん立てて対応し始めた。観客は寒さのあまり失神する者が続出し、何台もの救急車が会場外に出動した。
トリ前の渡辺美里の頃には雨は少し弱くなり、夜明け前、大トリとして登場した佐野元春のステージの時に雨は上がり、晴れ渡った空の下で「SOMEDAY」を歌い感動的なフィナーレを迎えた。
ECHOESのメンバーだった辻仁成も佐野のバックバンド「THE HEARTLAND」でギターを弾いており、後年、エッセイ『音楽が終わった夜に』で「まさにあれはウッドストックだった。エコーズは出演できなかったが、僕は佐野元春とハートランドのゲストとして飛び入りをした。人間で埋め尽くされた高原は圧巻であった」と書き残している。

## 会場の様子

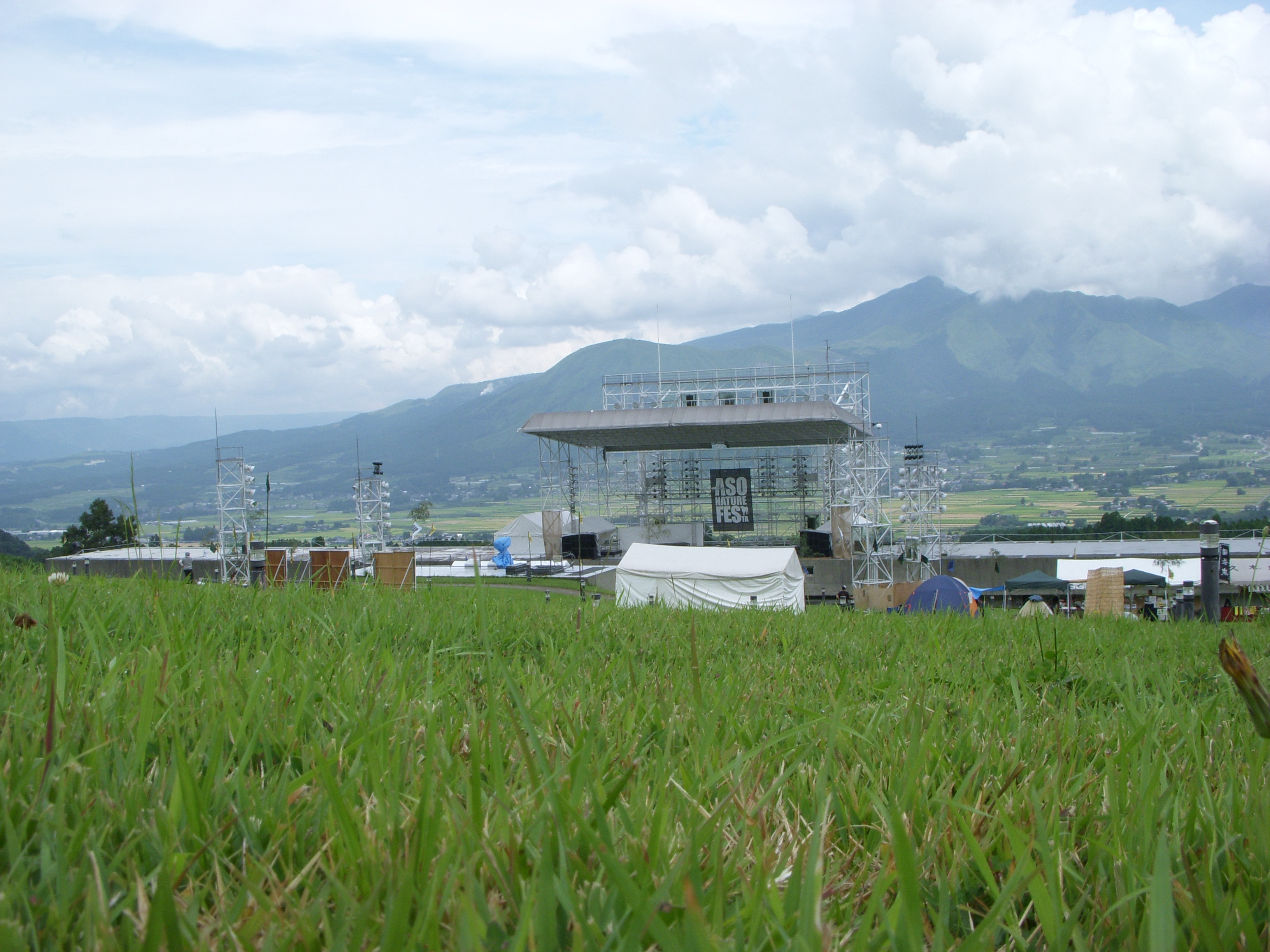
熊本県野外劇場アスペクタ（2008年）。1987年の開業当時はステージ上に大屋根がなかった。

会場となった熊本県野外劇場「アスペクタ」は南阿蘇山のカルデラの一部斜面を開発して整地された屋外のイベントスペースで、阿蘇地域は降雨量が多く浸透性の高い火山性土壌に覆われ、降った雨の多くが地下に浸透する。この為18時の開演前に降り始めた雨で客席や通路の足元は早くも弛み始めていた。
来場者のほとんどは10代 - 20代の若者が中心で、野外のロックフェスに参加するのも初めてという者も多かった。野外でオールナイトを過ごすイメージが出来ておらず防雨や夜中の防寒対策といった備えもなく、半袖やタンクトップ、サンダル履きで中には浴衣を着て参加している者もいた。
会場にはステージを照らすピンスポットが4本あったが、雨が降り続き故障で使用できなくなり、4本あったピンはBOØWYが出演する頃には1本に減っていた。

## バックステージの様子
楽屋は建物内にあったが、現場スタッフの詰める本部は外のテントにあった。雨が降り始め雨水がテントの中に浸入。客席は山の斜面、スタッフのいるテントはその最下部にあり客席から流れ込んでくる大量の雨水と来場者の靴や鞄、弁当までがテントへ流れ込んできた。このためパソコンなどの備品が使用不能となり、スタッフや総勢600人のアルバイト、フェスの進行を管理するために用意された進捗表も使用できない状況の中、運営を続けざるを得なかった。
アスペクタの一番広い楽屋は、運ばれてくる体調不良の観客の一時収容場所になり、ずぶ濡れの観客のため、アーティスト・グッズのTシャツも無料で配られた。司会を務めたかなぶんやは、「スタッフが足りない中、HOUND DOGの大友さんが、運ばれてきた人たちにお茶やタオルを配っていたのはとても印象に残っています」と語っている。

## 出演アーティストと曲目
1. THE HEART
デビュー前で前座として登場。「I'm waiting for you」など。
2. THE BLUE HEARTS
「未来は僕等の手の中」、「ハンマー」、「NO NO NO」、「爆弾が落っこちる時」、「世界のまん中」、「チェインギャング」、「人にやさしく」、「少年の詩」、「リンダリンダ」の全9曲。
3. UP-BEAT
「EDEN」、「Time Bomb」、「Imitation Lovers」、「Kiss...いきなり天国」、「KISS IN THE MOONLIGHT」の全5曲。
4. RED WARRIORS
「CASINO DRIVE」、「FOOLISH GAMBLER」、「バラとワイン」、「SHOCK ME」、「WILD CHERRY」の全5曲。
5. 小松康伸
6. 岡村靖幸
「Water Bed」、「Out of Blue」、「Maria」、「Dog Days」、「Young oh! oh!」の全5曲
7. 白井貴子 & CRAZY BOYS
「Non Age」、「CHANCE!」、「African Dreamer」、「Rock'n'Roll Paradise」、「Japanese Girls&Boys」、「今夜はIt's Allright」、「Next Gate」、「二人のSummer Time」の全7曲。
8. HOUND DOG
「SE〜炎のランナー」、「BAD BOY BLUES」、「OVER HEAT」、「ROCKS」、「Rolling」、「今夜ハートで」、「Jのバラード」、「ラストシーン」、「Rock'n Roll Lariat」、「ラスト・ヒーロー」、「ff (フォルティシモ)」の全11曲。
9. BOØWY
「IMAGE DOWN」、「ハイウェイに乗る前に」、「BABY ACTION」、「Marionette」、「THE WILD ONE」、「BAD FEELING」、「WORKING MAN」、「B・BLUE」、「BEAT SWEET」、「ホンキー・トンキー・クレイジー」、「BLUE VACATION」、「NO. NEW YORK」、「DREAMIN'」、「ONLY YOU」の全14曲。
10. THE STREET SLIDERS
「Back To Back」、「HOLD ON」、「Downtown Sally」、「So Heavy」、「Lay dawn the city」、「Special Women」、「Boys Jump The Midnight」、「TOKYO JUNK」の全8曲。
11. 尾崎豊
「シェリー」、「DRIVING ALL NIGHT」、「Bow!」、「街角の風の中」、「十七歳の地図」、「Scrambling Rock'n'Roll」、「Freeze Moon」の全7曲。
12. 渡辺美里
「Richじゃなくても」、「みつめていたい（Restin' in your Room）」、「風になれたら」、「BOYS CRIED」、「19才の秘かな欲望」、「Lazy Crazy Blueberry Pie」、「IT'S TOUGH」、「My Revolution」、「Long Night」、「GROWIN' UP」の全10曲。
13. 佐野元春 with THE HEARTLAND
「ガラスのジェネレーション」、「WILD HEARTS -冒険者たち-」、「君をさがしている」、「STRANGE DAYS -奇妙な日々-[注釈 4]」、「COMPLICATION SHAKEDOWN」、「99BLUES」、「INDIVIDUALISTS」、「SOMEDAY」、「Young Bloods」、「HAPPY MAN〜R&Rメドレー」の全10曲。

※本イベントの二週間前1987年8月5日、6日に、広島市でチャリティコンサート「広島ピースコンサート」の第二回があり、出演者の多くはこちらのイベントにも出演していた。1984年の「バンド・エイド」や1985年の「USAフォー・アフリカ」の影響で、1985年、浜田省吾やARB、竜童組らが参加した「アフリカ・セッション」、 同年吉田拓郎・オフコース、松任谷由実らが参加した「ALL TOGETHER NOW」、1986年から始まった「広島ピースコンサート」なども、アーティストらが所属事務所、レーベルの垣根を超えて集まったものであり、本イベントがそれの最初ということではないが、白井貴子は「ロックを掲げた日本のアーティストばかりが一堂に会したイベントは『ALL TOGETHER NOW』や『BEAT CHILD』なんかがあったこの時期が最初だと思う」と述べている。

## その後
当時は携帯電話、スマートフォン、SNSといったプラットフォームもなく、イベントを収録したやアルバムやビデオなどもリリースされなかったため、その後ほとんど公に語られることがない幻のフェスとなっていった。語られなかった理由には諸説あり、200人近い報道陣が現地に来ていたが、今日のように防水のカメラではないため、フィルムを1本撮りきったら蓋を開けることなく退散していき、そのうちの何人かは続々と倒れて運び込まれて来る観客の救助に当たった。このため写真や映像自体が少なく、記事で取り上げられにくかったと伝わる。このような状況下で11フィルム回して撮り続けたカメラマンがいたため、今日映像が残されている。後述する映画の監督・佐藤輝である。
BEATCHILDのステージには撮影・録音のスタッフが入っており、イベントの模様の一部は、地元テレビ局で放送されたほか、マザーエンタープライズ所属のアーティストのみで編集された『BEAT-CHILD FILM MOTHER ARTISTS EDITION』が全国8か所の会館やホールで上映され、九州各地のテレビ局でも放映された。しかし、異なる事務所から当時大変勢いのあったアーティストらが多数出演し、複雑になっていた権利関係や豪雨による不本意な環境の中で演奏を強いられたアーティストらの同意を得ることも難しく、マザーエンタープライズの公開したフィルム以外のアーティストの演奏部分は長い間表に出ることがなかった。
出演したBOØWYの8枚組DVD BOX『“GIGS” BOX』のDISC4には、本イベントでの映像が収められている。同じく出演した尾崎豊のライブ・ビデオ『LIVE CORE』に収録の「紙切れとバイブル」、ライブ・ビデオ『告白 (Confession)』にも、本イベントでのライブ映像が使用されている。
また、NHK-BS2で2003年4月26日に放送された尾崎豊の特集番組の「永遠の肖像」では、本イベントで歌われた「Driving All Night」と「Bow!」が、2007年4月28日に放送された「尾崎豊 15年目のアイラブユー」では、「Bow!」と「街角の風の中」が放送されている。
2013年10月25日、映画『ベイビー大丈夫かっ BEATCHILD1987』（後述）の公開を記念して、BEATCHILD復活祭がアスペクタで開催された。白井貴子がステージを披露したほか、映画のダイジェスト映像の上映や、当時の出演者の曲に合わせて花火を打ち上げる「スーパー花火イリュージョン」が行われた。
アスペクタでは2015年より泉谷しげるを発起人として「阿蘇ロックフェスティバル」が開催されている。公式サイトでは「多くの方に『日本のロック史の奇跡が、九州から生まれた』という誇りを伝え、さらなる九州のパワーへと変えていってもらいたいという願いを込めこの開場を選びました」と説明している。なお、「BEATCHILD」という名前に著作権が付いていなかったため復活させようとしたが、伝説的なフェスゆえに、出演者側から「荷が重い」という返答があり、阿蘇ロックフェスティバルに落ち着いたという。

## 映画『ベイビー大丈夫かっ BEATCHILD1987』
『ベイビー大丈夫かっ BEATCHILD1987』（べいびーだいじょうぶかっ ビートチャイルドいちきゅうはちなな）は2013年10月26日に公開された音楽ドキュメンタリー映画。同年12月31日に一日限定で再上映された。

### 概要
上記イベント「BEATCHILD」を映画化したもの。
これまで一部の映像は公開されていたが、権利関係の問題や音源の紛失から、映画化や映像ソフト化は長らく難しいとされてきていた。しかし、2013年5月にイベントを企画制作したマザーエンタープライズの倉庫から雨音やノイズなどのないクリアなマスターテープが発見され、映像化への動きが一気に加速。尾崎豊をはじめ美空ひばり、矢沢永吉ら数多くのアーティストの映像作品を手掛けた佐藤輝が監督となり、BOØWY、GLAYを手掛けた佐久間正英が音楽監督を引き受け、当時のファンやスタッフなどの声も集めライブドキュメンタリーの映画にした。
「BEAT CHILD」の開催から26年の月日が経ったことで、当時は公開に難を示したアーティストからも承諾を得られるようになったことも映画公開を後押しするきっかけとなっている。
公式サイトでは「TV放送、ソフト化、ネット配信一切なし」「劇場限定、特別ロードショー」を標榜しており、公式YouTubeチャンネルなどで公開されている「予告編」以外では、本作のメディア化および放送・配信は一切行われていない。
「BEATCHILD」にRED WARRIORSとして出演したダイアモンド☆ユカイは映画化の発表記者会見で「ついに来たか。本当にロックが熱かったころの世代の人たちが、これだけ集まってとにかくすごかった。あの時代の空気感とにおいを楽しんでくれ」と語っている。

### 出演者
映画化にあたり、前座として登場したTHE HEARTのほか、UP-BEAT、小松康伸のステージは収録されていない。また、スタッフとして参加している六平直政の姿が、一瞬、映し出される。
- THE BLUE HEARTS
- RED WARRIORS
- 岡村靖幸
- 白井貴子&CRAZY BOYS
- HOUND DOG
- BOØWY
- THE STREET SLIDERS
- 尾崎豊
- 渡辺美里
- 佐野元春 with THE HEARTLAND